# Sibat Tomarchio
Sibat Tomarchio o più semplicemente Tomarchio è un'azienda italiana di bevande con sede ad Acireale, Sicilia.

## Storia
Tomarchio nasce nel 1920 per produrre e imbottigliare soft drink. Filippo Tomarchio, fondatore dell'azienda, dopo numerose sperimentazioni, ha ideato la ricetta per la lavorazione della soda torbida (l'originale). La bevanda era racchiusa in una bottiglietta di vetro da 250 ml che conteneva una biglia al suo interno, da cui il nome "la gassosa con la pallina".
Inizialmente la bevanda veniva venduta porta a porta in cassette di legno, ma solo in provincia di Catania. A partire dagli anni '60 la distribuzione si espande in tutta la Sicilia: sono gli anni in cui i tappi e le bottiglie subiscono le prime modifiche, per stare al passo con i tempi. Tra gli anni '80 e '90 sono nate nuove bevande come aranciata, chinotto, limonata, spuma e altre.
Nel secolo successivo, Tomarchio consolida la sua posizione nel mercato, azienda leader nella propria regione per la produzione di bevande come chinotto, aranciata, limonata, tutte a base di materie prime siciliane, ma anche cola e altre ancora. È stato calcolato (nel 2015) che, nel mercato siciliano, Tomarchio vende il 34,2% dell'aranciata, il 25,1% della limonata e addirittura il 51,3% del chinotto. Tomarchio ha realizzato anche una linea in vetro e una linea Bio ed è presente nel resto d'Italia, in Nord America, Europa, Asia e Oceania.

## Metodo di lavorazione delle bevande
L'azienda Tomarchio utilizza solo succhi di agrumi siciliani, come arance rosse siciliane IGP, limoni di Siracusa IGP, arance bionde di Ribera DOP e oli essenziali prodotti da produttori locali. L'acqua proviene da una falda dell'Etna e, filtrando attraverso le rocce vulcaniche, acquisisce una mineralizzazione che caratterizza le bevande.

## Progetti di beneficenza
Con un'etichetta speciale, l'azienda ha sostenuto una piattaforma di crowdfunding, creata per supportare progetti di beneficenza attraverso donazioni da utenti digitali.

## Testimonial famosi
- Pippo Baudo[5]
- Adriano Panatta

## Premi

### BioAwards 2016
Nel 2016 alla Fiera Internazionale dei prodotti biologici e naturali “Sana” (Bologna):
- Primo posto nella categoria “Bibite”[6]
- Primo posto nella categoria “Beneficenza”

### Gold Sofi Award 2019
Nel 2019 a New York
- Primo posto nella categoria "La migliore bevanda fredda pronta da bere"[7]